# Lodovico Longari
Lodovico Longari, né le 20 juin 1889 à Montodine et mort le 17 juin 1963 à Ponteranica, est un prêtre catholique italien, membre de la Congrégation du Très-Saint-Sacrement, dont il fut le supérieur général pendant douze ans et à laquelle il donna une grande impulsion. Il est reconnu vénérable par l'Église catholique.

## Biographie
Lodovico Longari est issu d'une famille modeste et profondément religieuse. Il intègre le séminaire de Crema à l'âge de 11 ans. Il est ordonné prêtre le 18 août 1912. Poussé par sa grande dévotion pour l'Eucharistie, il rejoint en 1915 la congrégation du Très-Saint-Sacrement. Pendant la Première Guerre mondiale, il est mobilisé comme aumônier sur le front, placé en première ligne. Il risqua plusieurs fois sa vie pour donner l'absolution à des agonisants sur le champ de bataille, raison pour laquelle il fut décoré par le ministre italien de la guerre en 1919. Dès lors, Don Longari est chargé de la formation des novices, jusqu'à ce qu'il soit élu supérieur général de sa congrégation en 1937, charge qu'il occupe jusqu'en 1949, du fait de ses réélections. 
Sous son impulsion, la congrégation s'implanta dans quatorze pays, on ouvrit de nouvelles maisons, de nouveaux séminaires, et on mit en œuvre de nombreuses initiatives pour relancer la dévotion eucharistique. Don Longari visita l'ensemble des communautés, prêcha des centaines de retraites pour ses religieux et fut invité à de nombreuses reprises par des évêques pour donner des enseignements dans les séminaires diocésains. Il passa les quatorze dernières années de sa vie à former les novices et notamment à s'adonner à la confession et à la direction spirituelle. À sa mort, il était considéré comme un saint par ceux qui l'avaient côtoyé. Il est rapporté dans le procès pour sa béatification que les traits principaux de sa personnalité furent son intense vie spirituelle et son humilité.

## Béatification
Le 14 avril 2018, le pape François a reconnu que Lodovico Longari avait pratiqué les vertus chrétiennes à un degré héroïque, lui attribuant ainsi le titre de vénérable, première étape avant la béatification.

## Citations
- Le livre ultime des saints c’est Jésus Christ. Ils n’ont pas appris la vraie sagesse à l’école des sages, ni dans la poussière des bibliothèques, mais dans la prière devant le crucifix, en couvrant de larmes et de baisers les pieds du divin Maître.[1]
- S’il vous arrive de faire un accroc dans un vêtement tout neuf, votre peine est grande. Mais si vous avez la chance de trouver une excellente couturière qui non seulement sait repriser mais réussit à coudre une belle fleur sur la couture, alors votre vêtement devient encore plus beau qu’il était. Laissons donc Jésus couvrir de fleurs nos bêtises.[1]
- De son amour, Jésus en a fait un sacrement : l'eucharistie.[6]